# Asociación Cultural de Puños
La Asociación Cultural de Puños (ACPHUANUCO), fundada el 6 de agosto de 2011, es una organización civil sin fines de lucro cuyo objetivo principal es promover la identidad y la cultura del Distrito de Puños en el Perú.
La sede de la ACPHUANUCO está ubicada en Paucarbamba, situada en el Jr. Huascar 217 Amarilis, Huanuco.

## Historia
El 6 de agosto de 2011 fue creada la "Sociedad Cultural de Jóvenes Puñosinos Residentes en Huanuco" como una asociación que pretendió agrupar a todos los jóvenes Puñosinos estudiantes en la Ciudad de Huanuco. siendo así que para el aniversario del Distrito de Puños de año 2011 se presentó con una Danza. En el año 2012 la Asociación desarrolla y presenta diversas actividades tanto en la ciudad de Huanuco como en el Distrito de Puños. a finales del mismo año se cambia el nombre a "Sociedad Cultural Puños".
A inicios del año 2013, la Sociedad Cultural Puños cambia de nombre a "Asociación Cultural de Puños" que es su actual nombre.
Actualmente la asociación, viene desarrollando diversas actividades en bien de la cultura puñosina, gracias al compromiso de cada uno de sus integrantes.

## Objetivos
Los principales objetivos de la Asocicion Cultural de Puños es la promoción y la difusión de la identidad y la cultura puñosina en la región, realizar trabajos de información y orientación a los pobladores del distrito de puños.

## Actividades
Algunos de las actividades de la ACPHUANUCO son:
- El desarrollo de las Orientaciones Académicas: comprenden las Orientaciones Profesionales y Vocacionales, actividad llevada a cabo en centros educativos del nivel secundario con la finalidad de informar y orientar a los estudiantes en su toma de decisiones sobre la educación superior.

- Las Charlas: Educativas e informativas difundidos a los niños, jóvenes y adultos sobre temas de interés social.
- El desarrollo de la Actividad Deportiva: comprenden una serie de actividades ligadas a la difusión y a la práctica del deporte.
- Promover la Cultura Puñosina: revalorando los costumbres, las vivencias, las tradiciones y todo tipo de manifestaciones culturales del distrito para así forjar la identidad.